# ترمینال (فیلم ۲۰۱۸)
ترمینال (به انگلیسی: Terminal) یک فیلم نئو-نوآر و مهیج آمریکایی به نویسندگی و کارگردانی وان اشتاین است. در این فیلم بازیگرانی همچون مارگو رابی، سایمون پگ، دکستر فلچر، مکس آیرونز و مایک مایرز ایفای نقش می‌کنند. فیلم در تاریخ ۱۱ مه ۲۰۱۸ در ایالات متحده به نمایش درآمد.

## داستان
این فیلم داستان دو آدمکش در مأموریت را به تصویر می‌کشد که با ورود یک زن مرموز که به نظر نقش مهمی در انجام این مأموریت دارد اوضاع تغییر می‌کند.